# Ole Gunnar Fidjestøl
Ole Gunnar Fidjestøl (né le 21 mars 1960) est un ancien sauteur à ski norvégien.

## Palmarès

### Jeux olympiques
| Épreuve / Édition | Sarajevo 1984 | Calgary 1988 |
| Petit tremplin    |               | 22e          |
| Grand tremplin    | 31e           |              |
| Par Equipes       |               | Bronze       |

### Championnats du monde
| Épreuve / Édition | Engelberg 1984 | Oberstdorf 1987 | Lahti 1989 |
| Petit Tremplin    |                | 17e             | 41e        |
| Grand Tremplin    |                | 24e             | 9e         |
| Par Equipes       | 6e             | Argent          | Argent     |

### Championnats du monde de vol à ski
| Épreuve / Édition | Oberstdorf 1988 | Vikersund 1990 | Harrachov 1992 |
| Individuel        | Or              | 5e             | 12e            |

### Coupe du monde
- Meilleur classement final: 4e en 1989.
- 4 victoires.

#### Saison par saison
| Année | Lieu                                             |
| 1985  | Harrachov (Tchécoslovaquie)                      |
| 1987  | Planica (Yougoslavie)                            |
| 1989  | Oberhof (Allemagne), Harrachov (Tchécoslovaquie) |